# 音德尔湖
音德尔湖(又称莫德尔湖)是位于中国内蒙古自治区锡林郭勒盟苏尼特左旗赛罕高毕苏木北部的一个湖泊。其位置约为东经112°40′,北纬43°50′。湖面海拔910米，面积约2平方公里，主要沉积物为石盐和芒硝。音德尔湖来自蒙古语，是像台阶的湖的意思。